# 알 게텔
앨런 존스 게텔(영어: Allen Jones Gettel, 1917년 9월 17일~2005년 4월 8일)은 "투 건"(영어: Two Gun)이라는 별명으로 알려진 미국의 프로 야구 선수이다. 메이저 리그 베이스볼(MLB)의 뉴욕 양키스, 클리블랜드 인디언스, 시카고 화이트삭스, 워싱턴 세너터스, 뉴욕 자이언츠, 세인트루이스 카디널스에서 투수로 뛰었다. 서부극에서 잠시 배우로 일하기도 했다.